# Dubravica (Metković)
Dubravica je naselje u Republici Hrvatskoj, u sastavu Grada Metkovića, Dubrovačko-neretvanska županija. 

## Stanovništvo
Prema popisu stanovništva iz 2001. godine, naselje je imalo 106 stanovnika te 29 obiteljskih kućanstava, a prema popisu iz 2011. godine 90 stanovnika.
| broj stanovnika |       |       | 49    | 58    | 74    | 104   |       |       | 148   | 137   | 135   | 115   | 102   | 82    | 106   | 90    | 73    |
|                 | 1857. | 1869. | 1880. | 1890. | 1900. | 1910. | 1921. | 1931. | 1948. | 1953. | 1961. | 1971. | 1981. | 1991. | 2001. | 2011. | 2021. |

## Znamenitosti
U sastavu naselja, na predjelu zvanom Rep nalazi se Crkvica sv. Ante izgrađena 1882. godine.